# اتحاد فيجي لكرة القدم
تأسس اتحاد فيجي لكرة القدم في عام 1938م وانضم إلى الإتحاد الدولي لكرة القدم في 1963م وإنضم إلى اتحاد أوقيانوسيا لكرة القدم في 1966م.

## روابط إضافية
- Nadi Soccer Site
- Official website
- Fiji at the FIFA website.
- Fiji at the OFC website.
- Soccer Online
- Fiji Post
- Fiji Association of Sports and National Olympic Committee